# Hans Somers (regisseur)
Hans Somers (Gouda, 8 april 1970) is een Nederlands (stem)acteur en regisseur. Somers studeerde in 1992 af aan de Toneelschool Amsterdam. Hij vervulde zijn militaire dienstplicht als ambulancechauffeur, bij de 177 Zaucie in Ermelo (eerste opkomst op 29 november 1993). In 2002 rondde hij de opleiding meercamera-regie af aan de Mediacademie in Hilversum. Stemactrice-zangeres Marlies Somers is zijn zus.

## Werk als (stem)acteur
- 1992 - Survival - videoamateur
- 1995 - Affair play - Simon West op 20-jarige leeftijd
- 1996 - Advocaat van de hanen - arts mortuarium
- 1998 - Combat - Sergeant nieuwbouwwijk
- 2000 - Hij en Julia (Fox 8) - Gijs
- 2001 - SamSam - Clemens
- 2001 - Atlantis, de verzonken stad - Milo James Thatch
- 2002 - Ernstige Delicten - Rob Groenink
- 2002 - Echt waar - Pieter den Ouden
- 2002 - De Tweeling - Bram
- 2002/2003 - Gemeentebelangen (TROS) - Emiel Davelaar
- 2003 - Bergen Binnen - Bastiaan Stroop
- 2004 - Floris - spreekstalmeester
- 2004 - Harry Potter en de Gevangene van Azkaban - Sjaak Stuurman
- 2005 - Madagascar - Alex de Leeuw
- 2005/2006 - The Lion King (musical) - Scar
- 2006 - Cars - Lightning McQueen / Bliksem McQueen
- 2006 - Takel en het spooklicht - Bliksem McQueen
- 2006 - Curious George - Ted
- 2007 - Keizer Kuzco 2: King Kronk - Keizer Kuzco
- 2008 - Madagascar: Escape 2 Africa - Alex de Leeuw
- 2008 - The Emperor's New School - Keizer Kuzco
- 2009 - Iep! - Reporter
- 2011 - Cars 2 - Lightning McQueen / Bliksem McQueen
- 2011-2019 - De Wonderlijke Wereld van Gumball - Rocky
- 2012 - Madagascar 3: Europe's Most Wanted - Alex de Leeuw
- 2013-2015 - Disney Infinity spellen - Lightning McQueen / Bliksem McQueen
- 2014 - Trippel Trappel dierensinterklaas - Fretje
- 2017 - Cars 3 - Lightning McQueen / Bliksem McQueen
- 2022 - Cars on the Road - Lightning McQueen / Bliksem McQueen

## Regie
- 2002-2003 - Gemeentebelangen
- 2003-2004 - Bergen Binnen
- 2007-2011 - Goede tijden, slechte tijden (198 episodes)
- 2012 - VRijland
- 2013 - SpangaS
- 2013 - Aaf
- 2014 - Bluf
- 2016 - Hart Beat
- 2018 - Mannen van Mars
- 2017-2019 Hunter Street (Internationale televisieserie)
- 2020 - De Grote Slijmfilm
- 2021 - Swanenburg
- 2025 - De film van Rutger, Thomas & Paco